# Alice Coachman
Alice Marie Coachman (Albany, 9 novembre 1923 – Albany, 14 luglio 2014) è stata un'altista statunitense, campionessa olimpica a Londra 1948 e prima atleta nera in assoluto a vincere una medaglia d'oro ai Giochi olimpici.

## Biografia
Vinse la gara di salto in alto ai Giochi olimpici  di Londra 1948 superando la britannica Dorothy Tyler (medaglia d'argento) e la francese Micheline Ostermeyer e stabilendo, con 1,68 metri, un record olimpico durato fino al 1956; nella sua vita agonistica conquistò 25 campionati di Amateur Athletic Union. Dopo essersi ritirata dalle competizioni divenne un'insegnante.

## Palmarès
| Anno | Manifestazione  | Sede   | Evento        | Risultato | Prestazione | Note            |
| ---- | --------------- | ------ | ------------- | --------- | ----------- | --------------- |
| 1948 | Giochi olimpici | Londra | Salto in alto | Oro       | 1,68 m      | Record olimpico |